# 札幌拉麵橫街

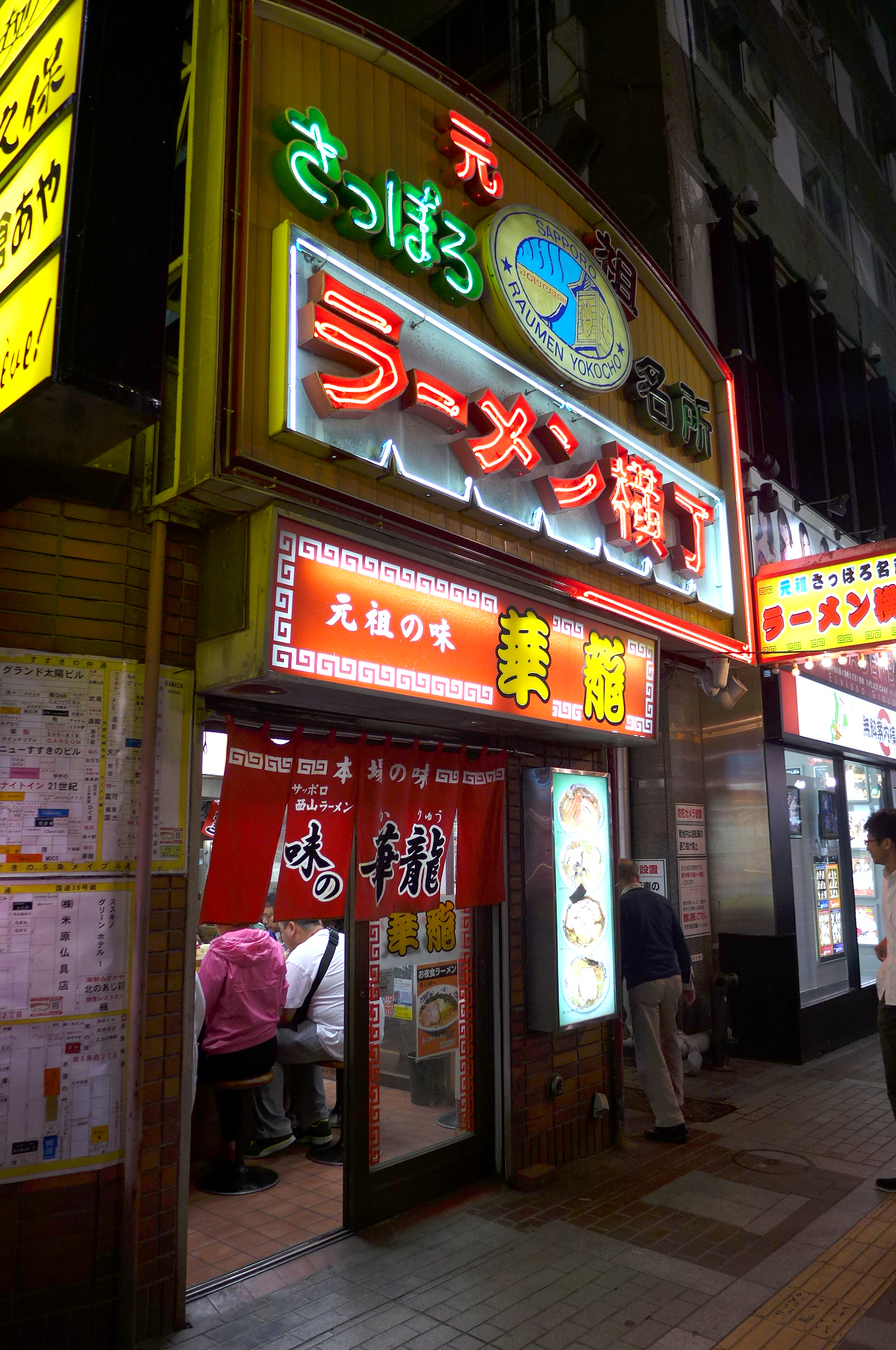
札幌拉麵橫街外觀

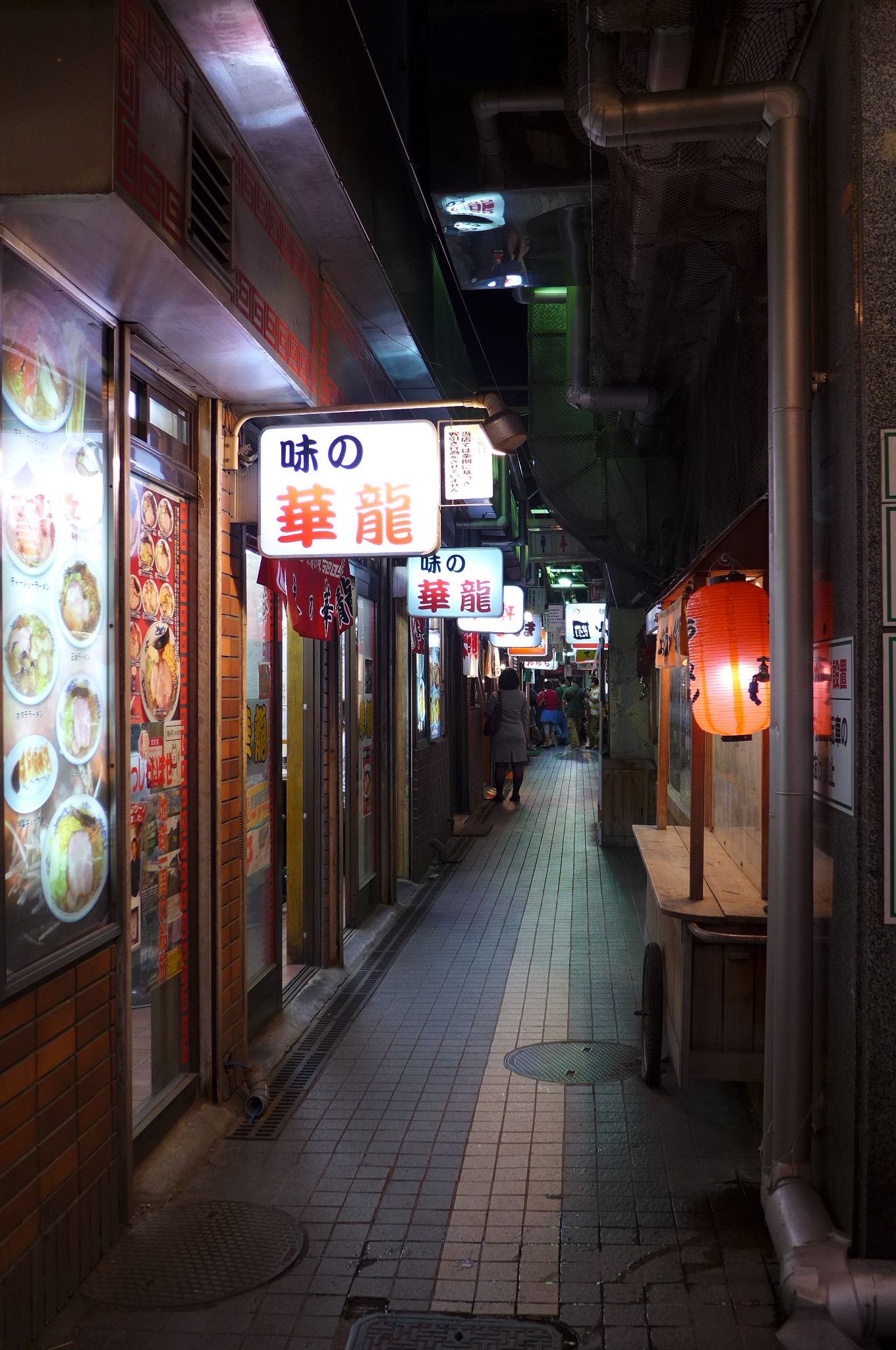
札幌拉麵橫街內觀

札幌拉麵橫街（札幌ラーメン横丁）位於札幌市中心的薄野，於1976年正式設立，其實只是一條數十公尺的小巷，卻有17家拉面店，根本沒有其他店舖。從1971年原本的7、8家拉麵店以及數間酒家發展起來，後來逐漸變成拉麵店聚集的專門街。